# 후지와라 나츠미
후지와라 나츠미(일본어: 藤原 夏海 ふじわら なつみ[*])는 일본의 성우이다. 시즈오카현 출신. 아트비전 소속.

## 출연 작품

### 극장판 애니메이션
- 2023년 극장판 SPY×FAMILY CODE: White - 다미안 데스몬드 역
- 2024년 호비와 마법의 카네이션